# Mistrzostwa Świata w Strzelectwie 1908
Mistrzostwa Świata w Strzelectwie 1908 – dwunasta edycja mistrzostw świata w strzelectwie. Odbyły się one w Wiedniu (Austro-Węgry). Udział brali tylko mężczyźni. 
Rozegrano siedem konkurencji. Czterech zawodników zdobyło po trzy medale. W klasyfikacji medalowej zwyciężyła reprezentacja Włoch.

## Klasyfikacja medalowa
Gospodarze mistrzostw
| Pozycja | Kraj                 | Złoto | Srebro | Brąz | Łącznie |
| ------- | -------------------- | ----- | ------ | ---- | ------- |
| 1       | Włochy               | 2     | 2      | 0    | 4       |
| 2       | Belgia               | 2     | 1      | 2    | 5       |
| 3       | Szwajcaria           | 1     | 2      | 1    | 4       |
| 4       | Cesarstwo Niemieckie | 1     | 0      | 0    | 1       |
| 4       | Dania                | 1     | 0      | 0    | 1       |
| 6       | Francja              | 0     | 2      | 3    | 5       |
| 7       | Węgry                | 0     | 0      | 1    | 1       |

## Wyniki
| Konkurencja                                     | Złoto                                                                                          | Wynik     | Srebro                                                                                                | Wynik     | Brąz                                                                                   | Wynik     |
| Karabin dowolny, trzy postawy, 300 m            | Charles Paumier du Vergier                                                                     | 961 pkt.  | Jean Reich                                                                                            | 957 pkt.  | Paul Van Asbroeck                                                                      | 955 pkt.  |
| Karabin dowolny, trzy postawy, 300 m, drużynowo | Szwajcaria Marcel Meyer de Stadelhofen Louis Richardet Jean Reich Konrad Stäheli Caspar Widmer | 4616 pkt. | Włochy Daniele Bonicelli Attilio Conti Raffaele Frasca Carlo Panza Riccardo Ticchi                    | 4585 pkt. | Francja Charles Angelini Albert Courquin Léon Johnson André Parmentier Achille Paroche | 4580 pkt. |
| Karabin dowolny leżąc, 300 m                    | Raffaele Frasca                                                                                | 341 pkt.  | André Parmentier                                                                                      | 340 pkt.  | Achille Paroche                                                                        | 336 pkt.  |
| Karabin dowolny klęcząc, 300 m                  | Charles Paumier du Vergier                                                                     | 342 pkt.  | Jean Reich                                                                                            | 329 pkt.  | Caspar Widmer                                                                          | 329 pkt.  |
| Karabin dowolny stojąc, 300 m                   | Lars Jørgen Madsen                                                                             | 317 pkt.  | Albert Courquin                                                                                       | 314 pkt.  | Paul Van Asbroeck                                                                      | 307 pkt.  |
| Pistolet dowolny, 50 m                          | Richard Fischer                                                                                | 509 pkt.  | Cristoforo Buttafava                                                                                  | 502 pkt.  | Ágoston Dietl                                                                          | 502 pkt.  |
| Pistolet dowolny, 50 m, drużynowo               | Włochy Cristoforo Buttafava Daniele Bonicelli Gian Cantoni Raffaele Frasca Aventino Righini    | 2438 pkt. | Belgia Julien Van Asbroeck Paul Van Asbroeck Charles Paumier du Vergier Réginald Storms Victor Robert | 2415 pkt. | Francja Augustin Barbillat André de Castelbajac Duvoir Léon Moreaux André Regaud       | 2399 pkt. |